# Kanton Givry
Kanton Givry (francouzsky Canton de Givry) je francouzský kanton v departementu Saône-et-Loire v regionu Burgundsko. Tvoří ho 17 obcí.

## Obce kantonu
- Barizey
- Charrecey
- Châtel-Moron
- Dracy-le-Fort
- Givry
- Granges
- Jambles
- Mellecey
- Mercurey
- Morey
- Rosey
- Saint-Bérain-sur-Dheune
- Saint-Denis-de-Vaux
- Saint-Désert
- Saint-Jean-de-Vaux
- Saint-Mard-de-Vaux
- Saint-Martin-sous-Montaigu